# Burmannia bicolor
Burmannia bicolor är en enhjärtbladig växtart som beskrevs av Carl Friedrich Philipp von Martius. Burmannia bicolor ingår i släktet Burmannia och familjen Burmanniaceae. Inga underarter finns listade i Catalogue of Life.

## Bildgalleri

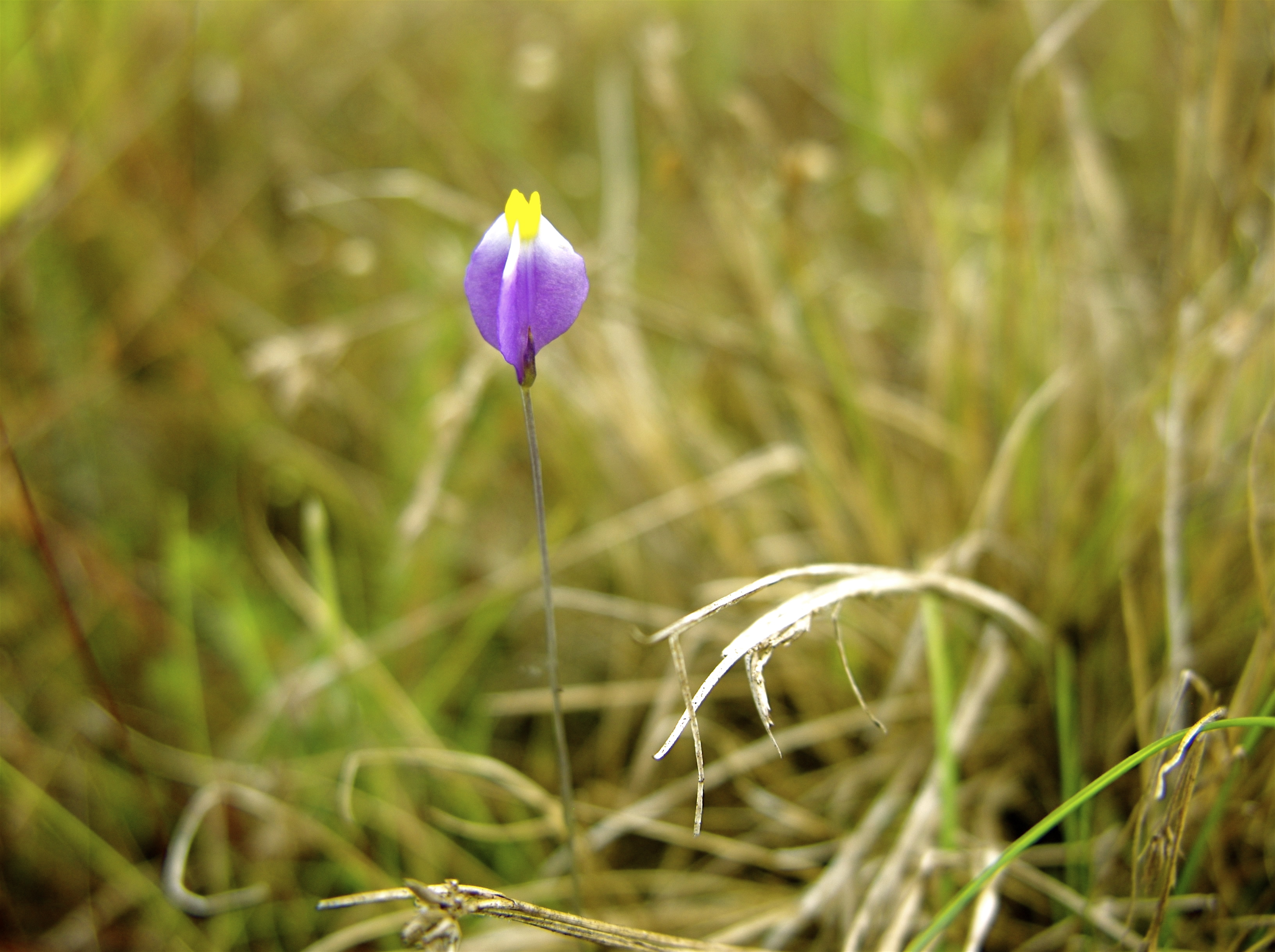
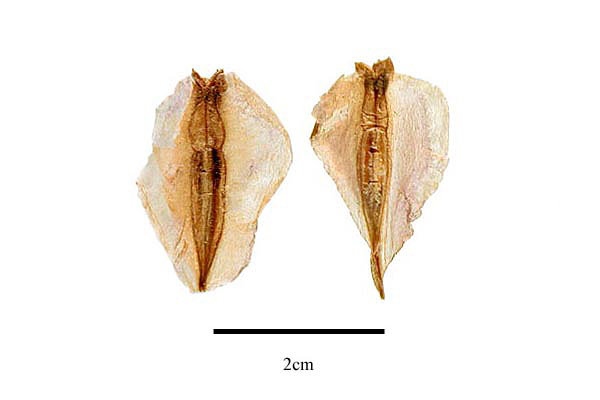
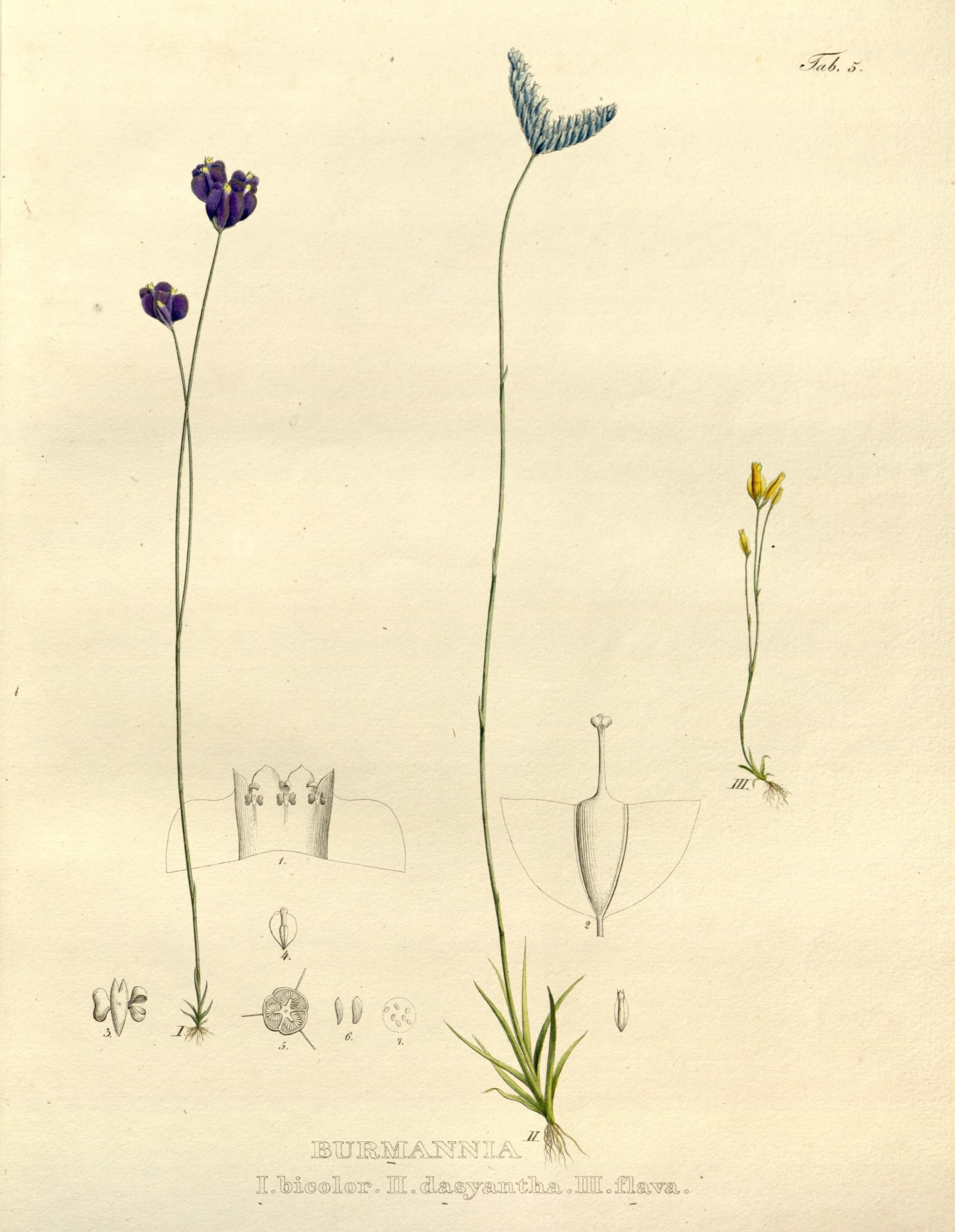